# زمین‌لرزه ۱۳۹۹ دماوند
زمین‌لرزه اردیبهشت ۱۳۹۹ دماوند (یا زمین‌لرزه اردیبهشت ۱۳۹۹ مازندران-تهران) اشاره به زمین‌لرزه‌ای دارد که در این روز، در نزدیکی تهران، پایتخت ایران، روی داد. در روز ۱۹ اردیبهشت و در ساعت ۱۲:۴۸:۲۱ بامداد به وقت محلی تهران، زمین‌لرزه ای با قدرت ۴٫۹ تا ۵٫۱ ریشتر، در عمق ۷ کیلومتری زمین، به مرکزیت امام‌زاده هاشم مازندران در نزدیکی منطقهٔ مُشا دماوند رخ داد و در آبسرد، کیلان، گیلاوند، رودهن و بیشتر نقاط استان تهران احساس شد.

## مشخصات زمین لرزهٔ ۵٫۱ ریشتری
- محل وقوع:
  - مرز استان‌های مازندران و تهران (اطراف دماوند)
- نزدیک‌ترین شهرها:
  - ۶ کیلومتری دماوند (تهران)
  - ۱۳ کیلومتری رودهن (تهران)
  - ۱۶ کیلومتری بومهن (تهران)
- نزدیکترین مراکز استان:
  - ۵۸ کیلومتری تهران
  - ۹۶ کیلومتری کرج

## روزهای بعد
تا ۷۲ ساعت بعد از زلزله، لرزه‌هایی با قدرت ۲٫۱ تا ۳٫۸ ریشتر در دماوند اتفاق افتاد.
تا ساعت ۱۲ ظهر ۲۱ اردیبهشت، بیش از ۴۵ زمین لرزه دیگر روی داد.
وقوع این تعداد زلزله طی ۳ روز در ناحیهٔ دماوند، بی‌سابقه و نگران کننده است. در روز ۷ خرداد ۱۳۹۹ زلزله ای به بزرگی ۴ ریشتر بار دیگر دماوند را لرزاند که این زلزله پس لرزه زلزله ۵٫۱ ریشتری اردیبهشت ماه بود

## تغییر شکل گسل مُشا
بنابر اعلام سازمان نقشه‌برداری کشور، گسل مُشا دچار تغییر شکل گردیده است و این به معنای بالا رفتن احتمال وقوع زمین لرزه‌های بزرگتر در این گسل می‌باشد.